# Socha Kuan-jin v Chaj-nanu
Socha Kuan-jin v Chaj-nanu je 108 metrů vysoká buddhistická socha, která zobrazuje bódhisattvu Kuan-jin, což je čínská obdoba bódhisattvy Avalókitéšvary. Socha se nachází v čínské ostrovní provincii Chaj-nan ve městě San-ja. Její stavba zabrala šest let, přičemž dokončena byla v roce 2005 a slavnostně vysvěcena 25. dubna téhož roku.
Socha má sice jedno tělo, avšak hned tři tváře a má tak posílat poselství míru a bezpečí Číňanům po celém světě.